# Pellendorf (Gemeinde Gaweinstal)
Pellendorf ist eine Ortschaft und eine Katastralgemeinde der Marktgemeinde Gaweinstal im Bezirk Mistelbach in Niederösterreich. Die Ortschaft hat 448 Einwohner (Stand 1. Jänner 2024). Bis Ende 1971 war Pellendorf eine eigenständige Gemeinde.

## Geografie
Das Doppelzeilendorf befindet sich westlich von Gaweinstal und ist von der Landesstraße L10 über eine Nebenstraße erreichbar. Durch den Ort fließt der Goldbach, der in Gaweinstal in den Weidenbach mündet.

## Geschichte
Der Ort wurde im 11. Jahrhundert gegründet und im Jahre 1257 erstmals urkundlich erwähnt. 1645 wurde Pellendorf von den Schweden niedergebrannt und 1809 von den Franzosen unter Napoleon besetzt.
Laut Adressbuch von Österreich waren im Jahr 1938 in der Ortsgemeinde Pellendorf ein Bäcker, ein Binder, zwei Gastwirte, vier Gemischtwarenhändler, zwei Landesproduktehändler, eine Milchgenossenschaft, zwei Schmiede, ein Schneider, eine Schneiderin und drei Schuster ansässig.
Mit 1. Jänner 1972 wurden im Zuge der Niederösterreichischen Kommunalstrukturverbesserung die bis dahin selbständigen Gemeinden Höbersbrunn, Pellendorf und Schrick nach Gaweinstal eingemeindet.

## Sehenswertes
- Schloss Pellendorf

## Persönlichkeiten
- Johann Joseph von Khevenhüller-Metsch (1706–1776), österreichischer Staatsmann und Schriftsteller, war Herrschaftsbesitzer in Pellendorf